# Loppen
Pour plus de détails, voir Fiche technique et Distribution.
Loppen (A Tiny Advocate en anglais) est un film muet danois de 1913 réalisé par Christian Schrøder selon son propre scénario.

## Fiche technique
| Titre original        | Loppen                                 |
| Titre danois          | Loppen                                 |
| Titre international   | A Tiny Advocate                        |
| Réalisateur           | Christian Schrøder                     |
| Scénariste            | Christian Schrøder                     |
| Acteurs               | Olivia Norrie , Anton Gambetta Salmson |
| Pays de production    | Danemark                               |
| Société de production | Nordisk Film Kompagni                  |
| Données techniques    | 335 mètres, 35 mm, muet                |
| Première diffusion    | 14/02/1913                             |

## Distribution
- Olivia Norrie
- Christian Schrøder
- Anton Gambetta Salmson